# Brooklyn (Jacksonville)
Pour les articles homonymes, voir Brooklyn (homonymie).
Brooklyn est un quartier de Downtown Jacksonville, en Floride.

## Sites d'intérêt
- Acosta Bridge
- Fidelity National Financial quartier général
- Fidelity National Information Services quartier général
- The Florida Times-Union quartier général
- Fuller Warren Bridge
- Jacksonville Riverwalk